# Дойран

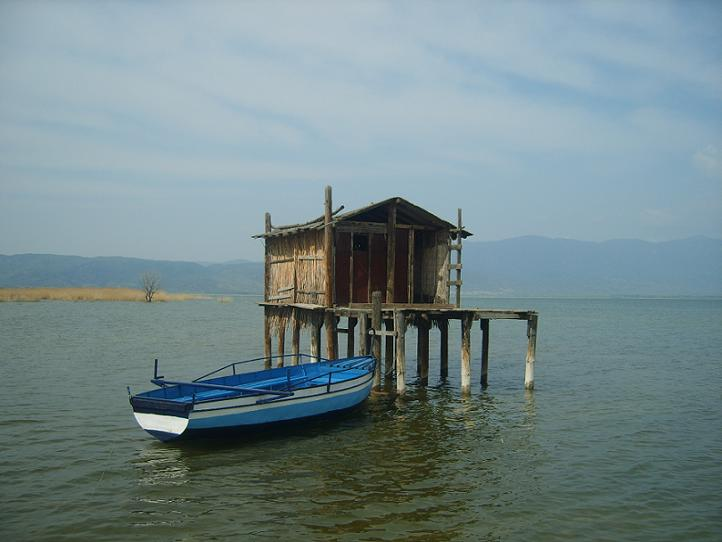
Невеликий будиночок на озері Дойран та рибальський човен

Дойран (мак. Дојран) було містом на західному березі озера Дойран у південно-східній частині Північної Македонії. Сьогодні це загальна назва двох сіл на території зруйнованого міста: Нов Дойран (Новий Дойран, оселений з кінця Першої світової війни до Другої світової війни ) та Зоряний Дойран (Старий Дойран), який містить обидві старі руїни і недавнє будівництво, особливо готелів, курортів та ресторанів. Дойран розташований в 170 км від Скоп'є, 59 км від Струмиці та приблизно 30 км від Гевгелії. Найближчі аеропорти - Міжнародний аеропорт Салоніки та Аеропорт Скоп'є. Старе місто Дойран було повністю зруйноване під час Першої світової війни, а сучасні села були створені після Другої світової війни.

## Історія
Дойран, насамперед Зоряний Доджран, був вперше заселений ще в доісторичні часи, а перші письмові записи про місто були у V столітті до нашої ери, коли грецький історик Геродот писав про пеонійців, древній фрако-іллірський народ, який започаткував і розширив місто. Геродот зазначає, як пеонці жили в поселеннях, доступних лише на човнах, поселеннях, що існують і сьогодні на західному та північному узбережжі озера Дойран, між зонами очерету та самим озером. Господарство Дойрану завжди головним чином залежало від риболовлі, а успіх у справі пояснюється традиційним давнім способом риболовлі.
Дойран був резиденцією римо-католицького єпископа, поки його не завоювала Османська імперія. 

### Османське панування
Під час османського панування Дойран (також відомий як Тойран) розвивався за турецьким зразком ісламського міста. На верхню частину сильно вплинув турецький вплив із вузькими вуличками, тоді як нижня частина зберегла свої македонські корені, перетинаючись широкими вулицями та сучасними громадськими будівлями. Будинки, як правило, були двоповерховими, розташованими амфітеатрально, з видом на озеро. Стиль архітектури був так схожий на Салоніки (мак. Solun) , що Дойран став відомий як «Маленький Солун» (мак. Mal Solun ). На базарі біля озера Дойран було 300 магазинів та ремісничі майстерні. Багато турецьких сановників оселилися там, вразившись красою міста.

### Постоманський час
Дойран - це частина Північної Македонії колишнього муніципалітету Доюран, який був розділений в 1913 р. новими кордонами, створеними між Грецькою Македонією і тодішньою Соціалістичною Республікою Македонія. Частина з іншого боку кордону була примусово змінена на Дойрані разом із назвами багатьох інших міст.
Перша світова війна зруйнувала місто фізично та економічно; знищення багатьох пам’яток культури та рибного бізнесу. Населення змушене було покинути місто, щоб уникнути обстрілу. Після війни населення повернулось і сформувало Нов Дойран. Сьогодні ці два села розглядаються як одне місто, хоча більшість нових будівель розташовані у Зоряному Дойрані та присвячені залученню туризму. Старе місто налічувало 5000 жителів, тоді як під контролем міста були сусідні села, а разом з ними населення міста складає 30 000 чоловік. 

## Архітектура
Амам (Хамам) - турецька лазня, розташована у верхній частині міста, і раніше вона була заселена турецьким населенням. Рік побудови невідомий, і від вежі залишилися лише частини. Церква Святого Іллі була побудована в 1874 році в північній частині міста. Сучасний стан церкви; фрагменти картин, свідчить про те, що стіни церкви спочатку були покриті фресками. Дойран також є важливим в археологічному плані завдяки численним відкриттям випадкових або систематичних розкопок, включаючи рельєф, мармурові плити з грецькими написами, залишки стін, монети та гробниці з епітафіями.